# Acmopolynema longicoxilla
Acmopolynema longicoxilla är en stekelart som beskrevs av Xu och Lin 2002. Acmopolynema longicoxilla ingår i släktet Acmopolynema och familjen dvärgsteklar. Inga underarter finns listade i Catalogue of Life.